# Mordekhaï ben Hillel
Pour les articles homonymes, voir Ashkenazi.
Le Rav Mordekhaï ben Hillel ben Hillel ou Mordekhaï ben Hillel Ashkenazi est un rabbin allemand du XIIIe siècle, mort en martyr à Nuremberg (c. 1250 - 1er août 1298).
Disciple de Meïr de Rothenburg, le dernier des Tossafistes, Mordekhaï ben Hillel est l'un des premiers et plus importants décisionnaires rabbiniques de son temps. Son grand-œuvre, le Mordekhaï, un commentaire du Talmud, est l'une des sources du Choulhan Aroukh, ouvrage de référence en matière de Halakha (Loi juive).

## Éléments biographiques
Mordekhaï ben Hillel appartient à l'une des familles juives les plus prééminentes d'Allemagne ; son grand-père Hillel descend par sa mère d'Eliezer ben Yoel HaLevi, qui est lui-même le petit-fils d'Eliezer ben Nathan (le RaAVeN), l'un des premiers tossafistes, dont descend également Asher ben Yehiel (le Rosh).
Comme le Rosh, Mordekhaï ben Hillel est le disciple de Rabbi Meïr de Rothenburg (le Maharam de Rothenburg), en présence duquel il prononcera des décisions indépendantes. Il a auparavant entrepris plusieurs voyages dans les communautés ashkénazes d'Allemagne et du nord de la France, étudiant auprès des rabbins Abraham ben Baroukh, le frère du Maharam, Yehiel de Paris, Peretz ben Eliyahou de Corbeille, Ephraïm ben Nathan, Jacob HaLevi de Spire et Dan Ashkenazi.
Vers 1291, après l'emprisonnement du Maharam il se rend à Goslar, où un certain Moshe Tako (qui n'est pas Moshe ben Hasdaï Tako, l'anti-maïmonidien) conteste son droit de résidence. Bien que le jugement soit tranché en sa faveur, Mordekhaï ben Hillel préfère quitter Goslar pour s'établir à Nuremberg.
Il y meurt en martyr avec sa femme Selda et ses cinq enfants en 1298 (le 22 Av 5058 selon le calendrier hébraïque), lors des massacres de Rindfleisch.

## Œuvres

### LeMordekhaï
Le grand-œuvre de Mordekhaï est son Sefer haMordekai, plus généralement appelé le Mordekhaï ou le Mordekhaï hagadol (Grand Mordekhaï, c'est-à-dire version longue du Mordekhaï), afin de le distinguer du Mordekhaï haqaton (également appelé Kitzour Mordekhaï) du rabbin Samuel de Schlettstadt.
Bien que présenté dans la plupart des éditions comme un commentaire ou un appendice aux Halakhot du Ri"f (Rav Isaac Alfassi), il ne s'agit que d'une ressemblance externe : le Mordekhaï se sert d'une phrase, parfois d'un seul mot, pour introduire le matériel relatif à la question dans le Talmud de Jérusalem, la littérature des Tossafistes de France et d'Allemagne, jusques et y compris celle du Maharam de Rothenburg, et divers recueils. L'étendue de la littérature citée dans le Mordekhaï est considérable, reprenant les responsa des sages depuis les plus anciens, parfois même en remontant jusqu'à Rabbenou Guershom et Kalonymus ben Meshullam de Mayence jusqu'au milieu du XIIIe siècle. En ce qui concerne les auteurs d'Ashkenaz, l'auteur connaît non seulement l'ensemble des livres encore en circulation de nos jours, mais aussi de nombreuses œuvres disparues, dont est la seule source, et des enseignements demeurés oraux. De plus, au vu de l'importance de son livre, de nombreux sages qui ont recueilli des responsa après lui ne les ont pas éditées dans un livre séparé, mais les ont ajoutées au Mordekhaï, qui est ainsi devenu un recueil majeur des responsa des sages d'Ashkénaz.
Le besoin d'une telle compilation halakhique était particulièrement important au temps de sa composition : alors que la période des Tossafistes s'achève avec les maîtres de l'auteur, la condition des Juifs en Allemagne se détériore, et nombre d'entre eux sont contraints à une vie d'errance, avec le risque de perdre les anciens enseignements que cela entraîne.
Le Mordekhaï n'est cependant pas cependant une simple compilation, l'auteur ayant vraisemblablement eu l'intention et la capacité de présenter sous une forme claire et systématique, à la manière d'un codificateur, les résultats de longues discussions. Le fait que sa majeure partie n'est pas organisée de la sorte, s'explique par le fait que l'auteur est mort avant d'avoir pu mener sa tâche à bien, et que l'organisation du matériel qu'il avait collecté a été laissée à ses disciples.

Ceci explique également que, deux générations après la mort de l'auteur, deux versions totalement différentes de l'ouvrage étaient en circulation, les autorités rabbiniques du XVe siècle les désignant sous les noms de versions « rhénane » et « autrichienne. » Les éditions imprimées du Mordekhaï se fondent largement sur la première, mais il semble que la seconde soit plus proche de l'original ou de la forme que l'auteur aurait voulu donner à son œuvre.
Entre les deux recensions, la distribution du matériel est différente, des passages entiers se retrouvent dans des sections, voire des traités, différents. La version rhénane manifeste en outre une tendance à la concision, ne représentant qu'un tiers du volume de la version autrichienne, et à une plus grande rigueur, citant brièvement voire omettant les passages présentant toute opinion plus souple ou en désaccord avec la pratique du moment. Elle insiste de plus sur leur caractère non normatif, alors que la version autrichienne expose franchement ces passages dans tous leurs détails. Celle-ci comprend par ailleurs des citations et extraits provenant de compilations de Tossefot différentes et absentes de la version imprimée. 
Les deux versions se distinguent encore par les citations qu'elles font des autorités, les autorités françaises et rhénanes occupant une place prépondérante dans la version rhénane alors qu'elles sont absentes de la version autrichienne ; celle-ci se réfère souvent à Isaac Or Zaroua, Avigdor HaCohen, et son beau-père, Hayyim ben Moïse.
La version rhénane a circulé au Moyen Âge non seulement dans la vallée du Rhin mais aussi en Allemagne, en France, en Italie et en Espagne. La version autrichienne, dont une copie est préservée dans les bibliothèques de Budapest et de Vienne, était quant à elle suivie par les communautés d'Autriche, de Moravie, de Bohème, de Styrie, de Hongrie et des provinces allemandes avoisinantes dont la Saxe.
Environ soixante ans après la mort de Mordekhaï ben Hillel, Samuel ben Aaron de Schlettstadt écrit les Haggahot Mordekai (notes au Mordekhaï), ses gloses étant pour la plupart des extraits de la version autrichienne afin de suppléer à la version rhénane. Étant fréquemment confondues par les copistes ultérieurs avec le texte lui-même, elles seront à l'origine d'une corruption du texte. De plus, certaines haggahot de la version imprimée ne présentent plus aucun rapport avec le Mordekhaï. Enfin, les Halakhot Ketanot (petites Halakhot) présentées comme une partie du Mordekhaï sont l'œuvre de Samuel de Schlettstadt, et le Mordekhaï sur Mo'ed Katan comprend des ajouts extérieurs, notamment un traité complet du Maharam de Rothenburg.
En conséquence des persécutions menées contre les Juifs en Allemagne au cours du XIVe siècle, et le déclin de l'étude du Talmud qui s'ensuivit, le Mordekhaï devient rapidement très influent. Outre les travaux de Samuel de Schlettstadt, qui le commentent ou suivent son modèle, il est cité par les plus grandes autorités rabbiniques allemandes du XVe siècle, dont le Mahari"l, Israël de Krems, Israël Isserlein, le Mahari"v et Israël de Brünn, ainsi que par Joseph Colon Trabotto, le plus grand talmudiste italien de ce siècle. La considération dont jouissait le Mordekhaï lui valut en outre de figurer dans la première version imprimée du Talmud (Soncino, 1482) aux côtés des commentaires de Rachi, des Tossafistes, et de Moïse Maïmonide.

Le Mordekhaï est l'une des rares autorités ashkénazes citées dans le Choulhan Aroukh de Joseph Caro. Il l'est encore davantage dans la Mappa de Moïse Isserlès, celui-ci consacrant de nombreux responsa à des étudiants et amis au sujet de passages difficiles du livre.

En Italie et en Pologne, où le Mordekhaï était particulièrement étudié, il a donné lieu à une véritable littérature, dont de nombreux index et commentaires encore préservés à ce jour. Les plus importants sont l'index établi par Joseph Ottolenghi, le Guedoulat Mordekhaï de Baroukh ben David et le commentaire de Mordekhaï Benet.

### Autres
Mordekhaï ben Hillel manifeste un intérêt pour la grammaire hébraïque, dont l'étude était encore rare en Allemagne. Il a rédigé en vers un traité sur l'examen des carcasses d'animaux abattus rituellement et les nourritures permises et interdites, paru sous le titre de Hilkhot shehita oubediqa vehilkhot issour veheiter (Venise, 1550 ?), et plusieurs poèmes. Un piyyout (poème liturgique) sur le martyre d'un prosélyte, et un poème sur les voyelles hébraïques ont été publiés par Samuel Kohn. Il a rédigé un autre poème didactique massorético-grammatical, où les règles établies par Hayyuj sont mentionnées.
Mordekhaï ben Hillel a aussi écrit des responsa qui ne semblent pas avoir été préservés. Samuel Kohn lui attribue en outre, sans argument probant, les Hagahot Maïmouni.